# Plescop
Plescop é uma comuna francesa na região administrativa da Bretanha, no departamento Morbihan. Estende-se por uma área de 23,35 km². Em 2010 a comuna tinha 6 173 habitantes (densidade: 264,4 hab./km²).